# Диференцијација (биологија)
Диференцијација је процес у току онтогенетског развића којим се ћелије или њихове групе мењају морфолошки и физиолошки чиме се специјализују за обављање одређене функције. Дешава се искључиво у живим системима и њиме се постиже разноврсност облика, структуре и функције. Иницијалне ћелије су ембрионалне или меристемске ћелије, а ћелије које настају од њих су најчешће сложеније и са смањеном способношћу деобе. Како процес диференцијације одмиче и ћелија се приближава завршном, адултном облику она губи многе опште особине међу којима и способност деобе и постаје уско специјализована.
Сваки организам је клон ћелија потомака једне једине ћелије - оплођене јајне ћелије. Зато су све његове ћелије генетички идентичне, а разлике у њиховом фенотипу настају у току процеса диференцијације. Процес током развића којим од зигота настаје велики број различитих врста ћелија назива се цитодиференцијација. Процес којим диференцијацијом ћелија настају ткива је хистогенеза.
Одржање ћелије у диференцираном стању омогућава ћелијска меморија. Механизми ћелијске меморије могу бити:
- цитоплазматски
- аутокрини
- нуклеусни